# PLANTA Project
PLANTA Project ist eine Projektmanagementsoftware für die Verwaltung und Steuerung mehrerer Projekte eines Unternehmens, die sich die gleichen Ressourcen teilen.
Planta Project ist das Nachfolgeprodukt des Multiprojektmanagementsystems PPMS, das Planta seit 1980 ständig weiterentwickelt hat. Im Unterschied zum Vorgänger PPMS bietet Planta Project prozessorientiertes Projektmanagement (nach DIN 69901-2, PMI, PRINCE2 oder kundenindividuell definierbar) mit komplett überarbeiteter, Workflow-orientierter Oberfläche. Die Open-Source-Skriptsprache Python ist Grundlage für die neue Benutzeroberfläche von PLANTA Project. Die MS .NET-Technologie mit Panel-Technik erlaubt dem Anwender, die Fenster beliebig zu platzieren.
Planta Project wird von unabhängigen PM-Experten als flexible Multiprojektmanagement-Software mit besonderer Stärke im Bereich Projekt- und Portfolio-Controlling eingeschätzt.

“Its strength lies in the combination of a well-developed resource and time management module with coherent portfolio management and budgeting functionality.”

„Seine Stärke liegt in der Kombination eines gut entwickelten Ressourcen- und Zeitmanagementmoduls mit einheitlicher Portfoliomanagement- und Budgetierungsfunktionalität.“

Planta Project ist mit Planta pulse als Hybrid-System einsetzbar. Über Planta Project können Projekte geplant und gesteuert werden, über Planta pulse können Teile des Projekts oder ganze Projekte ausgelagert werden nach Planta pulse und dort agil in Projektteams bearbeitet werden. Alle Daten aus Planta pulse können per Webservices mit PlantaProject synchronisiert werden.
Planta pulse „kann als eigenständige, webbasierte Lösung für agiles Projektmanagement eingesetzt werden. Sie arbeitet allerdings auch mit Planta Project zusammen. Damit wird integriertes, hybrides Projektmanagement möglich.“

## Beschreibung
Bei der Anzahl der Projekte, die verwaltet werden können, gibt es keine mengenmäßige Beschränkung, so dass das gesamte Projektportfolio eines Unternehmens verwaltet werden kann, unabhängig davon, ob es sich zunächst um eine Projektidee oder bereits um ein eingeplantes Projekt mit Terminen, Ressourcen und Kosten handelt.
Besonderes Kennzeichen von Planta Project als echter Multiprojektmanagement-Software ist die übersichtliche Darstellung der Ressourcenplanung über alle Projekte des Unternehmens hinweg, die auf einen Blick Aussagen darüber zulässt, inwieweit in einer bestimmten Abteilung zu einem bestimmten Zeitpunkt Ressourcen beispielsweise für einen speziellen Kundenauftrag frei sind.
Das Planungsmodul stellt detaillierte, hierarchische Projektstrukturpläne und eine Meilensteinplanung inklusive Meilensteintrendanalyse zur Verfügung sowie die Darstellung des Terminplans als Balkendiagramm (Gantt).
Der Name Planta ist von „Plantafel“ abgeleitet, welches im Projektmanagement ein Hilfsmittel für die übersichtliche Darstellung von Ressourcen ist.

## Enterprise Project Management System
Planta Project bildet zusammen mit den ergänzenden Funktionsbausteinen Planta Portfolio für Projektportfoliomanagement, Planta Request für Request Management oder Change Management und Planta Link für den Datenaustausch z. B. mit ERP-Systemen ein Enterprise-Project-Management-System. Ein integriertes Rückmeldesystem ist in jedem Funktionsbaustein zur Projektzeiterfassung und Prognose von Rest-Aufwänden vorhanden.

## Einsatzgebiete
Das Multiprojektmanagementsystem Planta Project wird seit 1980 (damals unter dem Namen PPMS) branchenunabhängig in IT- und Organisationsabteilungen, in Entwicklungs- und Forschungsabteilungen sowie in Controlling-Abteilungen von mittleren und großen Unternehmen eingesetzt (ca. 20–5000+ Anwender).

## Multiprojekt-Funktionalität
- Gesamtprojektübersicht mit Kerninformationen und Projektleitereinschätzung für wichtige Projektparameter
- Projektvorlagen zur vereinfachten Anlage von Projekten
- Risikomanagement: Risikocheckliste zur Bewertung von Projektrisiken
- Möglichkeit zur Klassifizierung von Projekten (z. B. aus ABC-Analyse)
- zahlreiche Reports zur Bewertung des Projektfortschritts und der Kosten (Projektstatusberichte zur Archivierung der Projektkennzahlen, Meilensteintrendanalyse, Earned-Value-Analyse, Soll-Ist-Vergleiche etc.)
- Simulation von geplanten Projekten, mit Freigabe des Projekts werden die Ressourcen gebucht
- Programmmanagement
- Prozessmanagement, Workflowmanagement (Bibliothek von Workflows)
- Planta-Standardsoftware wird auf Deutsch, Englisch und Französisch angeboten, bei Bedarf können folgende weitere Sprachen geliefert werden: Spanisch; Italienisch; Portugiesisch; Tschechisch; Polnisch; Russisch. Weitere Sprachen auf Anfrage.

## Schnittstellen
Microsoft Project, Microsoft Outlook, ERP/SAP, Excel, weitere Schnittstellen möglich über Planta Link Webservices

## Herkunft
Die Software ist im Rahmen eines BMFT-Forschungsprojekts an der Universität Karlsruhe 1980 entwickelt worden und heute bei ca. 50.000 Anwendern und mit ca. 530 Unternehmenslizenzen vor allem in Deutschland, der Schweiz und anderen europäischen Ländern im Einsatz.

## Partnerschaften
Partnerschaften bestehen mit Microsoft als Microsoft Partner (Gold Application Development), mit IBM, Oracle, als Mitglied in der Deutschen Gesellschaft für Projektmanagement, als Alliance Partner von Fujitsu Siemens Computers.

## Allgemeine technische Spezifikationen
- moderne 3-tier-Client/Server-Architektur (C/C++), Thin-Client: schnelle Handhabung auch großer Datenmengen, zentraler Datenbestand, gemeinsamer Ressourcenpool und Verwaltung unterschiedlicher Zugriffsrechte und User (rollenbasiert), einfaches Definieren individueller Rollen